# Mégalure de Timor
Cincloramphus bivittatus
Espèce
Synonymes
- Napothera bivittata Bonaparte, 1850
(protonyme)
- Buettikoferella bivittata (Bonaparte, 1850)

Statut de conservation UICN

 LC  : Préoccupation mineure
La Mégalure de Timor (Cincloramphus bivittatus) est une espèce de passereaux de la famille des Locustellidae.

## Répartition
Cet oiseau est endémique de l'île de Timor.

## Taxonomie
À la suite de la réorganisation de la famille des Locustellidae, l'espèce a été rattachée au genre Cincloramphus par la classification de référence du Congrès ornithologique international (version 8.2, 2018). Elle était auparavant l'unique représentant du genre Buettikoferella.